# Martin Schröttle
Martin Schröttle   (Múnic, 1 de setembre de 1901 - Múnic, 17 de febrer de 1972) va ser un jugador d'hoquei sobre gel alemany que va competir durant les dècades de 1920 i 1930.
El 1928 va prendre part en els Jocs Olímpics de Sankt Moritz, on fou eliminat en sèries en la competició d'hoquei sobre gel. Quatre anys més tard, als Jocs de Lake Placid, guanyà la medalla de bronze en la competició d'hoquei sobre gel.
En el seu palmarès també destaquen una medalla de plata al Campionat del Món d'hoquei gel de 1930, competició que alhora servia per determinar el Campió d'Europa, que guanyà, i una medalla de bronze al Campionat d'Europa de 1927. Amb el club SC Riessersee guanyà les lligues alemanyes de 1927, 1935 i 1938.